# 加拿大梭鱸
加拿大梭鱸（学名：Sander canadensis）為輻鰭魚綱鱸形目鱸亞目河鱸科的其中一種，分布於加拿大、美國聖羅倫斯河、五大湖、密西西比河等流域，體長可達76公分，棲息在沙石底質的溪流、湖泊、水塘，屬肉食性，以端腳類、橈腳類、水生昆蟲為食，繁殖期在3月至6月，可做為遊釣魚。
其种加词“canadensis”意为“加拿大的”。